# Tian Jia
Tian Jia, född 9 februari 1981 i Tianjin, är en kinesisk beachvolleybollspelare. Hon blev olympisk silvermedaljör i beachvolleyboll vid sommarspelen 2008 i Peking.